# Нильпотентный элемент
Нильпотентный элемент — элемент кольца, некоторая степень которого обращается в ноль. 
Рассмотрение нильпотентных элементов часто оказывается полезным в алгебраической геометрии, так как они позволяют получить чисто алгебраические аналоги ряда понятий, типичных для анализа и дифференциальной геометрии (бесконечно малые деформации и т. п.).
Термин ввёл Бенджамин Пирс в работе по классификации алгебр.

## Определение
Элемент x кольца R называется нильпотентным, если существует положительное целое число n, такое, что {\displaystyle x^{n}=0}.
Минимальное значение {\displaystyle n}, для которого справедливо это равенство, называется индексом нильпотентности элемента {\displaystyle a}.

## Примеры
- Это определение может быть применено, в частности, к квадратным матрицам. Матрица

{\displaystyle A={\begin{pmatrix}0&1&0\\0&0&1\\0&0&0\end{pmatrix}}}
нильпотентна, поскольку {\displaystyle A^{3}=0}. Подробнее в статье Нильпотентная матрица.
- В факторкольце Z/9Z класс эквивалентности числа 3 нильпотентен, поскольку 32 сравнимо с 0 по модулю 9.
- Предположим, что два элемента a и b в кольце R удовлетворяют условию {\displaystyle ab=0}. Тогда элемент {\displaystyle c=ba} нильпотентен, поскольку {\displaystyle c^{2}=(ba)^{2}=b(ab)a=0}. Пример для матриц (в качестве a и b):

{\displaystyle A={\begin{pmatrix}0&1\\0&1\end{pmatrix}},\;\;B={\begin{pmatrix}0&1\\0&0\end{pmatrix}}.}
Здесь {\displaystyle AB=0,BA=B}.
- Кольцо сплит-кватернионов[англ.] содержит конус нильпотентных элементов.

- По определению любой элемент нильполугруппы[англ.] нильпотентен.

## Свойства
- Никакой нильпотентный элемент не может быть обратимым (за исключением тривиального кольца {0}, который имеет единственный элемент 0 = 1). Все ненулевые нильпотентные элементы являются делителями нуля.

- Матрица A размером n-на-n с элементами из поля нильпотентна тогда и только тогда, когда её характеристический многочлен равен {\displaystyle t^{n}}.

- Если элемент x нильпотентен, то {\displaystyle 1-x} является обратимым элементом, поскольку из {\displaystyle x^{n}=0} следует:
{\displaystyle (1-x)(1+x+x^{2}+\cdots +x^{n-1})=1-x^{n}=1.}

- Более общо, сумма обратимого элемента и нильпотентного элемента является обратимым элементом, если они коммутируют.

## Коммутативные кольца
Нильпотентные элементы коммутативного кольца {\displaystyle R} образуют идеал {\displaystyle {\mathfrak {N}}}, что является следствием бинома Ньютона. Этот идеал является нильрадикалом кольца. Любой нильпотентный элемент {\displaystyle x} в коммутативном кольце содержится в любом простом идеале {\displaystyle {\mathfrak {p}}} этого кольца, поскольку {\displaystyle x^{n}=0\in {\mathfrak {p}}}. Таким образом, {\displaystyle {\mathfrak {N}}} содержится в пересечении всех простых идеалов.
Если элемент {\displaystyle x} не нильпотентен, мы можем локализовать с учётом степеней {\displaystyle x}: {\displaystyle S=\{1,x,x^{2},...\}}, чтобы получить ненулевое кольцо {\displaystyle S^{-1}R}. Простые идеалы локализованного кольца соответствуют в точности этим простым идеалам {\displaystyle {\mathfrak {p}}} кольца {\displaystyle R} с {\displaystyle {\mathfrak {p}}\cap S=\emptyset }. Так как любое ненулевое коммутативное кольцо имеет максимальный идеал, который является простым, любой ненильпотентный элемент {\displaystyle x} не содержится в некотором простом идеале. Тогда {\displaystyle {\mathfrak {N}}} является в точности пересечением всех простых идеалов.
Характеристика, подобная Радикалу Джекобсона и аннигиляции простых модулей, доступна для нильрадикала — нильпотентные элементы кольца R это в точности те, которые аннигилируют все области целостности внутрь кольца R. Это следует из факта, что нильрадикал является пересечением всех простых идеалов.

## Нильпотентные элементы Алгебры Ли
Пусть {\displaystyle {\mathfrak {g}}} — Алгебра Ли.
Тогда элемент {\displaystyle {\mathfrak {g}}} называется нильпотентным, если он в {\displaystyle [{\mathfrak {g}},{\mathfrak {g}}]} и {\displaystyle \operatorname {ad} x} является нильпотентным преобразованием. См. также Разложение Жордана в алгебре Ли.

## Нильпотентность в физике
Операнд Q, удовлетворяющий условию {\displaystyle Q^{2}=0} нильпотентен. Числа Грассмана, которые допускают представление фермионных полей через интегралы по траекториям, являются нильпотентными, поскольку их квадрат обращается в нуль. БРСТ заряд является важным примером в физике.
Линейные операторы образуют ассоциативную алгебру, а тогда и кольцо, это специальный случай первоначального определения. Более обще, принимая во внимание определения выше, оператор Q нильпотентен, если существует {\displaystyle n\in \mathbb {N} }, такой, что {\displaystyle Q^{n}=0} (нулевая функция). Тогда линейное отображение нильпотентно тогда и только тогда, когда оно имеет нильпотентную матрицу в некотором базисе. Другим примером служит внешняя производная (снова с {\displaystyle n=2}). Оба примера связаны через суперсимметрию и теорию Морса как показал Эдвард Виттен в признанной статье.
Электромагнитное поле плоской волны без источников нильпотентно, если выражено в терминах алгебры физического пространства. Более обще, техника микроаддитивности, использует нильпотентные инфинитезимали и является частью гладкого инфинитезимального анализа.

## Алгебраические нильпотенты
Двухмерные дуальные числа содержат нильпотентное пространство. Другие алгебры и числа, которые содержат нильпотентные пространства, включают сплит-кватернионы (кокватернионы), расщеплённые октанионы, бикватернионы {\displaystyle \mathbb {C} \otimes \mathbb {H} } и комплексные октанионы {\displaystyle \mathbb {C} \otimes \mathbb {O} }.